# Bumirejo (Margorejo)
Bumirejo is een bestuurslaag in het regentschap Pati van de provincie Midden-Java, Indonesië. Bumirejo telt 4182 inwoners (volkstelling 2010).